# Keith Snell
Keith Snell (pseudoniem van Kees Robert Jozef Kanger Snel; Soestdijk, 16 maart 1951 - Leiden, 18 juni 2010) was een Nederlands schrijver en vertaler.

## Werk
Keith Snell publiceerde samen met Geerten Meijsing onder de naam Joyce & Co. romans, verhalen, brievenbundels en vertalingen. In 1972 was hij een van de oprichters van het Bob Evers Genootschap. Snell figureert in het werk van Meijsing als 'Keith' en 'Kanger'.